# Meşeli, Şavşat
Meşeli là một xã thuộc huyện Şavşat, tỉnh Artvin, Thổ Nhĩ Kỳ. Dân số thời điểm năm 2010 là 232 người.